# Garth Jennings
Garth Jennings est un réalisateur, scénariste, acteur et écrivain anglais, né le 9 juillet 1972 à Londres.
Il a notamment réalisé H2G2 : Le Guide du voyageur galactique, Le Fils de Rambow et Tous en scène. Garth Jennings a également co-fondé la société de production Hammer & Tongs (en).

## Carrière

### Hammer & Tongs
En 1993, Garth Jennings a cofondé la société de production Hammer & Tongs (en) aux côtés de Dominic Leung et Nick Goldsmith (en). Cette société de production était principalement responsable de la direction et de l'écriture de clips musicaux ,,. Se détachant du lot grâce à leur humour et leur inventivité, ils tournent des clips avant-gardistes comme Right here, right now pour FatBoy Slim ou encore Coffee and TV pour Blur. Le clip musical pour la chanson Lotus Flower de Radiohead leurs a valu une nomination à la 54e cérémonie des Grammy Awards.

### H2G2: Le Guide du voyageur Galactique
En 2005, Garth Jennings décide de réaliser son premier film cinématographique H2G2 : Le Guide du voyageur galactique, adapté de la saga humoristique de Douglas Adams. Il met en vedette Martin Freeman, Sam Rockwell, Mos Def, Zooey Deschanel et les voix de Stephen Fry et Alan Rickman

### Le Fils de Rambow
Après cette première expérience sur le grand écran, Garth Jennings sortira en 2007 son deuxième long métrage Le Fils de Rambow. Ce film, qui se déroule un été à l'aube de la Grande-Bretagne de Thatcher, est l'histoire de deux écoliers et leurs tentatives de créer un film amateur inspiré par Rambo.

### Tous en scène
En janvier 2014, il a été annoncé que Garth Jennings allait écrire et réaliser un film d'animation pour Universal Pictures and Illumination Entertainment . Ce film, intitulé Tous en scène, est sorti en décembre 2016 . Il a également réalisé la voix de Miss Crawly, un iguane âgé employé en tant qu'assistante administrative de Buster Moon . Une suite, intitulée ''Tous en scène 2, est sortie fin 2021.

### Madame
En 2018, Garth Jennings a réalisé, écrit et coproduit un court métrage intitulé Madame. Ce film qui se déroule dans un grand appartement parisien est l'histoire d'une élégante et vieille dame. Et à l'intérieur de cette dame vit un monstre.

## Filmographie

### Films
| Année | Titre                                  | Réalisateur | Scénariste | Producteur | Notes         |
| ----- | -------------------------------------- | ----------- | ---------- | ---------- | ------------- |
| 2005  | H2G2 : Le Guide du voyageur galactique |             |            |            |               |
| 2007  | Le Fils de Rambow                      |             |            |            |               |
| 2016  | Tous en scène                          |             |            |            |               |
| 2018  | Madame                                 |             |            |            | Court métrage |
| 2021  | Tous en scène 2                        |             |            |            |               |

### Acteurs
| Année | Titre                                      | Rôle                 | Notes                |
| ----- | ------------------------------------------ | -------------------- | -------------------- |
| 2004  | Shaun of the Dead                          | 'Fun Dead' Zombie    |                      |
| 2005  | H2G2 : Le Guide du voyageur galactique     | Frankie Mouse        | Voix                 |
| 2007  | Hot Fuzz                                   | Crack Addict         |                      |
| 2009  | Fantastic Mr. Fox                          | Bean's Addict        | Voix                 |
| 2013  | Le Dernier Pub Avant la Fin du Monde       | Un homme dans le bar |                      |
| 2016  | Tous en Scène                              | Miss Crawly          | Voix                 |
| 2016  | Come Together: A Fashion Picture in Motion | Fritz                | Court Métrage        |
| 2017  | Love at First Sight                        | Miss Crawly          | Voix - Court Métrage |
| 2019  | Comme des Bêtes 2                          | Hamster              | Voix                 |
| 2021  | Tous en Scène 2                            | Miss Crawly          | Voix                 |

### Clips
| Année | Chanson                      | Artiste            |
| ----- | ---------------------------- | ------------------ |
| 1997  | Hit                          | The Wannadies      |
| 1997  | Bentley's Gonna Sort You Out | Bentley Rhythm Ace |
| 1997  | Help the Aged                | Pulp               |
| 1998  | A Little Soul                | Pulp               |
| 1998  | Cancer for the Cure          | Eels               |
| 1998  | Last Stop: This Town         | Eels               |
| 1998  | The Flipside                 | Moloko             |
| 1999  | Coffee And TV                | Blur               |
| 1999  | Pumping on Your Stereo       | Supergrass         |
| 1999  | Right Here, Right Now        | Fatboy Slim        |
| 1999  | Summertime Blues             | Guitar Wolf        |
| 2000  | Theme from Gutbuster         | Bentley Rhythm Ace |
| 2000  | Disillusion                  | Badly Drawn Boy    |
| 2001  | Pissing in the Wind          | Badly Drawn Boy    |
| 2001  | Imitation Of Life            | R.E.M.             |
| 2002  | Lost Cause                   | Beck               |
| 2005  | Hell Yes                     | Beck               |
| 2005  | Low C                        | Supergrass         |
| 2007  | Nude                         | Radiohead          |
| 2008  | A-Punk                       | Vampire Weekend    |
| 2009  | Cousins                      | Vampire Weekend    |
| 2011  | Lotus Flower                 | Radiohead          |
| 2013  | Ingenue                      | Atoms For Peace    |

## Distinctions
| Année | Film                                   | Organisation                                              | Catégorie | Résultat |
| ----- | -------------------------------------- | --------------------------------------------------------- | --- | -------- |
| 2000  | Da Ali G Show                          | Royal Television Society                                  | Meilleur Design Graphique - Titre                                                                             | Lauréat  |
| 2000  | Supergrass: Pumping on Your Stereo     | MTV Video Music Awards                                    | Meilleure Direction Artistique dans une vidéo                                                                 | Nommé    |
| 2001  | R.E.M.: Imitation of Life              | MTV Video Music Awards                                    | Meilleure Réalisation vidéo                                                                                   | Nommé    |
| 2005  | H2G2 : Le Guide du voyageur galactique | The Artios Award - Casting Society of America             | Meilleure Comédie                                                                                             | Nommé    |
| 2005  | H2G2 : Le Guide du voyageur galactique | Golden Trailer Award                                      | Le plus original                                                                                              | Lauréat  |
| 2006  | H2G2 : Le Guide du voyageur galactique | OFTA Film Awards                                          | Meilleure Musique, Chanson Originale                                                                          | Nommé    |
| 2006  | H2G2 : Le Guide du voyageur galactique | Empire Awards                                             | Meilleur Film Britannique                                                                                     | Nommé    |
| 2006  | H2G2 : Le Guide du voyageur galactique | Empire Awards                                             | Meilleure Comédie                                                                                             | Nommé    |
| 2006  | H2G2 : Le Guide du voyageur galactique | Golden Trailer Awards                                     | Meilleure Voix Off                                                                                            | Nommé    |
| 2008  | Le Fils de Rambow                      | British Independent Film Awards                           | Meilleur Réalisateur                                                                                          | Nommé    |
| 2008  | Le Fils de Rambow                      | British Independent Film Awards                           | Meilleur Scénario                                                                                             | Nommé    |
| 2008  | Le Fils de Rambow                      | British Independent Film Awards                           | Le nouveau venu le plus prometteur pour Bill Milner et Will Poulter                                           | Nommé    |
| 2008  | Le Fils de Rambow                      | Locarno Festival                                          | Prix du Public                                                                                                | Lauréat  |
| 2008  | Le Fils de Rambow                      | Locarno Festival                                          | Variety Piazza Grande Award                                                                                   | Nommé    |
| 2008  | Le Fils de Rambow                      | National Board of Review                                  | Meilleur Film Indépendant                                                                                     | Lauréat  |
| 2009  | Le Fils de Rambow                      | BAFTA Awards                                              | Prix Carl Foreman pour le nouveau venu le plus prometteur                                                     | Nommé    |
| 2009  | Le Fils de Rambow                      | Empire Awards                                             | Meilleure Comédie                                                                                             | Lauréat  |
| 2009  | Le Fils de Rambow                      | Empire Awards                                             | Meilleur Film Britannique                                                                                     | Nommé    |
| 2012  | Radiohead: Lotus Flower                | Grammy Awards                                             | Meilleur Clip Vidéo Musical                                                                                   | Nommé    |
| 2017  | Tous en Scène                          | Golden Globes                                             | Meilleur Film d'Animation                                                                                     | Nommé    |
| 2017  | Tous en Scène                          | Golden Globes                                             | Meilleure Chanson Originale "Faith" – Ryan Tedder, Stevie Wonder et Francis Farewell Starlite (en)            | Nommé    |
| 2017  | Tous en Scène                          | Annie Awards                                              | Meilleure Musique dans un Film d'Animation pour Joby Talbot                                                   | Nommé    |
| 2017  | Tous en Scène                          | Hollywood Music in Media Awards (en)                      | Meilleure Chanson dans un Film d'Animation                                                                    | Nommé    |
| 2017  | Tous en Scène                          | Hollywood Music in Media Awards (en)                      | Meilleure Bande Son                                                                                           | Nommé    |
| 2017  | Tous en Scène                          | Hollywood Music in Media Awards (en)                      | Supervision Musicale Exceptionnelle pour Jojo Villanueva                                                      | Lauréat  |
| 2017  | Tous en Scène                          | Kids' Choice Awards                                       | Meilleur Film d'Animation                                                                                     | Nommé    |
| 2017  | Tous en Scène                          | Kids' Choice Awards                                       | Meilleure Voix dans un Film d'Animation pour Reese Witherspoon                                                | Nommé    |
| 2017  | Tous en Scène                          | Kids' Choice Awards                                       | 'Most Wanted Pet' pour Reese Witherspoon                                                                      | Nommé    |
| 2017  | Tous en Scène                          | Kids' Choice Awards                                       | Meilleure Bande Son                                                                                           | Nommé    |
| 2017  | Tous en Scène                          | Behind the Voice Actors Awards                            | Meilleure Performance Vocale Masculine dans un second rôle - Long Métrage (en tant que voix de "Miss Crawly") | Nommé    |
| 2017  | Tous en Scène                          | British Academy Children's Awards (en)                    | Long Métrage                                                                                                  | Nommé    |
| 2017  | Tous en Scène                          | Saturn Awards                                             | Meilleur Film d'Animation                                                                                     | Nommé    |
| 2017  | Tous en Scène                          | AARP Annual Movies for Grownups Awards                    | Meilleur Film pour les adultes qui refusent de grandir                                                        | Nommé    |
| 2019  | Madame                                 | Dada Saheb Phalke Film Festival                           | Meilleur Court métrage                                                                                        | Lauréat  |
| 2019  | Madame                                 | Seattle International Film Festival                       | Meilleur Court métrage                                                                                        | Nommé    |
| 2019  | Madame                                 | HollyShorts Film Festival                                 | Sélection Officielle                                                                                          | Nommé    |
| 2019  | Madame                                 | DC Shorts Festival                                        | Sélection Officielle                                                                                          | Nommé    |
| 2019  | Madame                                 | Sitges International Fantastic Film Festival of Catalonia | Sélection Officielle                                                                                          | Nommé    |
| 2019  | Madame                                 | Thriller! Chiller!                                        | Sélection Officielle                                                                                          | Nommé    |
| 2019  | Madame                                 | Screamfest Horror Film Festival                           | Sélection Officielle                                                                                          | Nommé    |
| 2019  | Madame                                 | Sante Fe Independent Film Festival                        | Sélection Officielle                                                                                          | Nommé    |
| 2019  | Madame                                 | Sapporo International Short Film Festival                 | Sélection Officielle                                                                                          | Nommé    |
| 2019  | Madame                                 | Cambridge Film Festival                                   | Sélection Officielle                                                                                          | Nommé    |
| 2019  | Madame                                 | Vortex Sci-Fi, Fantasy and Horror Film Festival           | Sélection Officielle                                                                                          | Nommé    |
| 2019  | Madame                                 | Aesthetica Short Film Festival                            | Sélection Officielle                                                                                          | Nommé    |
| 2019  | Madame                                 | Foyle Film Festival                                       | Sélection Officielle                                                                                          | Nommé    |
| 2019  | Madame                                 | Druk International Film Festival                          | Sélection Officielle                                                                                          | Nommé    |
| 2019  | Madame                                 | Shockfest Film Festival                                   | Sélection Officielle                                                                                          | Nommé    |
| 2019  | Madame                                 | Bahamas International Film Festival                       | Sélection Officielle                                                                                          | Nommé    |
| 2019  | Madame                                 | Anchorage International Film Festival                     | Meilleur Court métrage narratif                                                                               | Lauréat  |
| 2019  | Madame                                 | Horror Bowl Movie Awards                                  | Meilleur Court métrage                                                                                        | Lauréat  |
| 2019  | Madame                                 | London Short Film Festival                                | Sélection Officielle                                                                                          | Nommé    |

## Publications
| Année | Titre                                            | Maison d'édition     |
| ----- | ------------------------------------------------ | -------------------- |
| 2015  | The Deadly 7                                     | Macmillan Publishers |
| 2017  | The Wildest Cowboy (llustratée par Sara Ogilvie) | Macmillan Publishers |
| 2019  | The Good, The Bad and the Deadly 7               | Macmillan Publishers |
| 2021  | The Curse of the Deadly 7                        | Macmillan Publishers |